# Ramzan Kadyrow
Ramzan Achmatowicz Kadyrow, ros. Рамзан Ахматович Кадыров (ur. 5 października 1976 we wsi Centaroj) – czeczeński polityk, premier Czeczenii w latach 2006–2007, od 2007 do marca 2011 jej prezydent, od 2011 – Szef Republiki Czeczeńskiej (ros. Главa Чеченской Республики). Syn Achmata. Oskarżany o popełnienie zbrodni wojennych na Ukrainie.

## Życiorys
W I wojnie czeczeńskiej walczył z Rosjanami, w II wojnie wraz z ojcem stanął po ich stronie. Po dojściu Achmata Kadyrowa do władzy zorganizował i dowodził służbą bezpieczeństwa złożoną głównie z amnestionowanych byłych separatystów, która stała się de facto prywatną armią klanu Kadyrowów.
Dziennikarka rosyjskiej opozycyjnej „Nowej Gaziety” Anna Politkowska twierdziła, że w swoim domu we wsi Centaroj (Chosi-Jurt) urządził katownię dla przeciwników ojca. Zarzucała mu także inspirowanie morderstw, udział w strzelaninach i burdach. Za główne źródło dochodów Kadyrowa Politkowska uważała porwania ludzi dla okupu.
Uważa się go za człowieka Putina w Czeczenii. W rosyjskich wyborach prezydenckich w marcu 2004 roku stał na czele regionalnego sztabu wyborczego. Trzy godziny po zamachu na jego ojca Achmata Kadyrowa został przyjęty przez Putina na Kremlu. Dzień później (10 maja 2004) został mianowany wicepremierem i faktycznie kierował rządem w Czeczenii – po przejęciu przez Siergieja Abramowa obowiązków prezydenta. W lutym 2006 wybrany przewodniczącym republikańskiego oddziału partii Jedna Rosja, najliczniejszej obecnie partii politycznej w Czeczenii, jak i w całej Rosji.
Według opinii „Memoriału” z 2007, rzeczywista sytuacja pod rządami Ramzana Kadyrowa wcale się nie poprawiła, dochodzi nadal do porwań, którymi według działaczy „Memoriału” zajmują się potajemnie bojówki Kadyrowa, oficjalnie funkcjonujące jako Służba Bezpieczeństwa – w szczególności bataliony specjalne „Siewier” i „Wostok”. Według opinii „Memoriału” nadal dochodzi w Czeczenii do stosowania tortur, zabójstw politycznych i pogwałceń praw człowieka, a ogólną sytuację można określić jako „potworną” – pracownicy centrum twierdzą, iż rosyjskie władze federalne nieoficjalnie tolerują te praktyki.
15 lutego 2007 Ramzan Kadyrow po podaniu się do dymisji przez Ału Ałchanowa został mianowany pełniącym obowiązki prezydenta Czeczenii. Zaprzysiężono go oficjalnie 5 kwietnia 2007. W dniu 5 marca 2011 Parlament Czeczenii zatwierdził Kadyrowa na stanowisku Szefa Republiki Czeczeńskiej. 
W 2009 otrzymał stopień generała majora rosyjskiej Policji. W lipcu 2020 został mianowany generałem majorem Sił Zbrojnych Federacji Rosyjskiej. W marcu 2022 ogłoszono jego awans na generała porucznika w wojsku rosyjskim. W październiku tego samego roku został awansowany do stopnia generała pułkownika.
W 2011 roku, w tym samym czasie kiedy Kadyrow obchodził 35. urodziny, w Groznym urządzono huczną uroczystość, chociaż Kadyrow zaprzeczał, że ma ona coś wspólnego z jego jubileuszem, a nawet zakazał publicznego świętowania swoich urodzin. Na imprezie gościli aktorka Hilary Swank (która złożyła życzenia Kadyrowowi, mówiąc „Wszystkiego najlepszego z okazji urodzin, panie Prezydencie”) i aktor Jean-Claude Van Damme (który zakończył swoją mowę słowami „Kocham cię, panie Kadyrow!”),  a wystąpili piosenkarz Seal i skrzypaczka Vanessa-Mae. Pięć dni przed wydarzeniem, Europejskie Centrum Praw Konstytucyjnych i Człowieka (ang. European Centre for Constitutional and Human Rights, ECCHR), pozarządowa organizacja prawnicza z siedzibą w Berlinie, opublikował list otwarty do celebrytów, którzy mieli wziąć udział w uroczystości w Groznym, wzywając ich do ponownego rozważenia swego udziału. W liście wskazano, że Kadyrow jest oskarżany o stosowanie tortur i zwrócono uwagę, że udział w takim wydarzeniu nieuchronnie posłuży promowaniu autorytarnych rządów Kadyrowa. Obecność celebrytów na uroczystości skrytykowała organizacja Human Rights Watch: „Ramzan Kadyrow jest powiązany z długą listą przerażających naruszeń praw człowieka. Imprezowanie z nim i bycie przez niego opłacanym jest dla gwiazd niestosowne. Wzmacnia to jego wizerunek i legitymizuje brutalnego przywódcę i jego reżim.” HRW wezwała też celebrytów do zwrócenia wszelkich otrzymanych pieniędzy lub prezentów. Wszyscy celebryci mieli otrzymać honorarium za obecność na imprezie.
Jego córki Chadidża i Ajszat objęły stanowiska urzędnicze w oświacie Republiki Czeczeńskiej.

## Życie prywatne
Jest żonaty z Miedni, a oprócz Chadidży i Ajszat ma jeszcze dziesięcioro dzieci, w tym dwoje adoptowanych. 
W 2014 otrzymał czarny pas w karate.

## Odznaczenia
- Tytuł Bohatera Federacji Rosyjskiej (29 grudnia 2004)[20]
- Order „Za zasługi dla Ojczyzny” III klasy (2021)[21]
- Order „Za zasługi dla Ojczyzny” IV klasy (2006)[22]
- Order Aleksandra Newskiego (27 lipca 2022)[23]
- Order Honoru (2015)[24]
- Order Męstwa (2003)
- dwa Medale Żukowa
- Medal „Za powrót Krymu” (2014)[25]
- Medal „Za zasługi w zapewnieniu bezpieczeństwa narodowego” (2014)[26]
- Medal „Waleczność i Odwaga” (2015)[27]
- Tytuł Bohatera Donieckiej Republiki Ludowej (2022)[28]
- Tytuł Bohatera Ługańskiej Republiki Ludowej (2022)[29]
- Medal „Rosja-Krym-Sewastopol” (2015)[30]
- Order Przyjaźni Narodów (Białoruś, 2018)[31]